# 高橋邦幸
高橋 邦幸（たかはし くにゆき）は、日本の作曲家、編曲家。北海道出身。MONACA所属。

## 経歴
北海道教育大学芸術課程音楽コース卒業。札幌にてTVコマーシャル等の音楽制作を経て、2013年春よりMONACAへ参加。トロンボーンの演奏を担当することがある。

## 楽曲を提供した主な作品

### ゲーム
- 『ドラッグオンドラグーン3』
  - BGM
- 『スクール オブ ラグナロク』
  - BGM（岡部啓一・帆足圭吾と共同）
- 『Windsoul』
  - BGM（岡部啓一・帆足圭吾・小林啓樹と共同）
- 『ニーアオートマタ』
  - BGM
- 『ALTDEUS: Beyond Chronos』
  - BGM

### アニメ
- 『やはり俺の青春ラブコメはまちがっている。』
  - BGM（MONACA名義）
- 『アイカツ!』
  - BGM（MONACA名義）
  - 挿入歌「さまさまばけーしょん！」（作曲・編曲）
  - 挿入歌「マジカルタイム」（作曲・編曲）
  - 挿入歌「恋するみたいなキャラメリゼ」（トランペット・トロンボーン）
- 『サーバント×サービス』
  - BGM（MONACA名義）
- 『Wake Up, Girls!』
  - BGM（MONACA名義）
  - 挿入歌「あぁ光塚歌劇団」（作曲・編曲）
  - キャラクターソング「可笑しの国」（作曲・編曲）
- 『龍ヶ嬢七々々の埋蔵金』
  - BGM（MONACA名義）
  - キャラクターソング「月の結晶」（作曲・編曲）
- 『テンカイナイト』
  - BGM（MONACA名義）
- 『うぇいくあっぷがーる ZOO!』
  - BGM（MONACA名義）
  - 主題歌「ワグ・ズーズー」（作曲・編曲）
- 『結城友奈は勇者である』
  - BGM（MONACA名義）
- 『ハナヤマタ』
  - キャラクターソング「Shining glow」（作曲・編曲）
  - キャラクターソング「fluffy」（作曲・編曲）
- 『やはり俺の青春ラブコメはまちがっている。続』
  - BGM（石濱翔と共同）
- 『Wake Up, Girls! 青春の影』
  - BGM（MONACA名義）
- 『牙狼 -紅蓮ノ月-』
  - BGM（MONACA名義）
- 『Wake Up, Girls! Beyond the Bottom』
  - BGM（MONACA名義）
- 『モンスターストライク』
  - BGM(第17話～)（神前暁・広川恵一と共同）
- 『あんハピ♪』
  - BGM（MONACA名義）
  - キャラクターソング「紙ひこうき風になった」（作曲・編曲）
- 『牙狼〈GARO〉-DIVINE FLAME-』
  - BGM（MONACA名義）
- 『アニメガタリズ』
  - BGM（帆足圭吾と共同）
- 『ライアー・ライアー』
  - BGM（広川恵一と共同）[3]
- 『シャングリラ・フロンティア』
  - BGM（高田龍一・広川恵一と共同）[4]
- 『鬼人幻燈抄』
  - BGM（高田龍一・広川恵一と共同）[5]

### テレビドラマ
- 『真夜中のパン屋さん』
  - BGM（トロンボーン）
- 『マネーの天使〜あなたのお金、取り戻します!〜』
  - BGM（MONACA名義）